# NGC 2707
NGC 2707 je zvijezda u zviježđu Vodenoj zmiji. 

## Vanjske poveznice
- SEDS: NGC 2707